# ピアノ協奏曲第2番 (ブラームス)
ヨハネス・ブラームスのピアノ協奏曲第2番変ロ長調作品83（ピアノきょうそうきょくだい2ばんへんロちょうちょうさくひん83、ドイツ語表記：Konzert für Klavier und Orchester Nr. 2 B-dur op. 83）は、初期の作品であるピアノ協奏曲第1番より、22年後に書かれたピアノ協奏曲。交響曲第2番やヴァイオリン協奏曲と並ぶ、ブラームスの成熟期・全盛期の代表作であり、最も有名な作品のひとつでもある。
ブラームスの作曲の師匠エドゥアルト・マルクスゼンに献呈された。

## 経緯および初演
初めてのイタリア旅行にインスピレーションを得て1878年に作曲が開始され、ウィーン近郊のプレスバウムに滞在中の1881年に完成された。この間にヴァイオリン協奏曲の作曲に集中していたため、2回目のイタリア旅行から帰国後一気に書き上げた。イタリアで受けた印象を基に書かれているため、ブラームスにしては明るい基調で貫かれている。楽曲構成上はピアノ・ソロが単独で自由に奏するカデンツァ的な部分は無いとも言え、ソリストの超絶技巧の見せびらかしとしての協奏曲という従来の協奏曲観からは意図的に距離をとった作品であるが、それにもかかわらず、この作品が現実に要求する桁外れの難技巧は、多くのピアノ奏者や教師をして「最も難しいピアノ曲の一つ」と呼ばせてもいる（ちなみに記録によればブラームスはこの曲を自らの独奏で初演しており、ブラームス自身のピアノ演奏の技術の高さがうかがえる）。
ピアノ協奏曲第2番の一般初演は、1881年11月9日、ブラームス自身の独奏、アレクサンダー・エルケルの指揮によりブダペストのRedoute（建物の名称が1865年に変わり、現在も音楽ホールとして使われているヴィガドー（ハンガリー語: Pesti Vigadó））で行われた。不評だったピアノ協奏曲第1番と異なり、この作品は即座に、各地で大成功を収めた。ブラームスはその後、ドイツ、オーストリア、オランダでこの作品の演奏会を繰り返し開き、そのうちの幾つかはハンス・フォン・ビューローによって指揮された。

## 構成
一般的に古典派、ロマン派以降の協奏曲は3楽章から構成されるが、この作品は交響曲のようにスケルツォ楽章を備えた4楽章からなる。

### 第1楽章 Allegro non troppo
変ロ長調、4/4拍子、ソナタ形式。

### 第2楽章 Allegro appassionato
ニ短調、3/4拍子のスケルツォ、複合三部形式。スケルツォ入りの協奏曲としては、アンリ・リトルフの5曲の「交響的協奏曲」、フランツ・リストのピアノ協奏曲第1番という先例がある。

### 第3楽章 Andante
変ロ長調、6/4拍子、複合三部形式。この楽章からトランペットとティンパニは使用されない。ヴァイオリン協奏曲第2楽章のオーボエのように、主題提示をピアノではなくチェロ独奏が行う。

### 第4楽章 Allegretto grazioso - un poco piu presto
変ロ長調、2/4拍子、ロンド形式。

## 楽器編成
独奏ピアノ、フルート2（ピッコロ持ち替え1）、オーボエ2、クラリネット2、ファゴット2、ホルン4、トランペット2（第2楽章まで）、ティンパニ1対（第2楽章まで）、弦五部。

## 演奏時間
約50分（各18分、9分、14分、9分）。

## エピソード
ブラームスがその完成稿のコピーを送った友人、外科医兼ヴァイオリン奏者のテオドール・ビルロートはこの作品を、その規模の大きさにもかかわらず「ピアノ小品集」と表現した（ビルロートはこれ以前にブラームスから弦楽四重奏曲第1番、第2番を献呈されている）。実は、ブラームス本人もこのような逆説的な表現をわざと使っていたようである。ピアノの弟子であり、相談相手でもあったエリーザベト・フォン・ヘルツォーゲンベルクへ宛てた手紙の中で、ブラームスは長大で劇的な第2楽章を「小さなスケルツォ」と呼んだ。同様に、陽気な交響曲第2番（1877年）の時には、出版社に「堪えがたいほどに悲痛な作品である」と伝え、さらには「楽譜は葬式の黒枠を入れて印刷して欲しい」と申し出たという。